# Phương Thế Ngọc II
Phương Thế Ngọc II, còn được gọi là Huyền Thoại II hay gọi một cách đầy đủ là Huyền Thoại Phương Thế Ngọc II, là một bộ phim hài võ thuật Hong Kong năm 1993 của đạo diễn Nguyên Khuê, và cũng được sản xuất và đóng vai chính bởi Lý Liên Kiệt trong vai anh hùng dân gian Trung Quốc Phương Thế Ngọc. Bộ phim là phần tiếp theo của Phương Thế Ngọc, được phát hành trước đó cùng năm. Hai cựu Hoa hậu Hồng Kông, Lý Gia Hân và Quách Ái Minh, vào vai những người vợ của Phương Thế Ngọc.

## Nội dung
Phương Thế Ngọc và vợ, Đình Đình, hiện là thành viên chính thức của Hồng Hoa Hội, được lãnh đạo bởi cha nuôi của Thế Ngọc, Trần Gia Lạc. Gia Lạc dự định sẽ huấn luyện Thế Ngọc để trở thành người kế vị. Phó tổng đà chủ, Diêu Trấn Hải là một kẻ hẹp hòi tàn nhẫn, luôn gây sự với Phương Thế Ngọc và cố gắng làm hại anh. Các thành viên của hội không biết rằng Gia Lạc thực sự là em trai của Hoàng đế Càn Long, và có thể từ bỏ lòng trung thành nếu phát hiện ra Gia Lạc thực ra là người Mãn. Trong khi đó, một số Ninja Nhật Bản tìm thấy bằng chứng về danh tính thực sự của Trần Gia Lạc và cố gắng chuyển nó cho Hoàng đế Càn Long trong một chiếc Hộp đỏ.
Trần Gia Lạc giao cho Thế Ngọc và những người khác một nhiệm vụ ngăn chặn các Ninja và lấy Hộp đỏ, nhưng Thế Ngọc bị phân tâm bởi một cô gái gặp nạn và thay vào đó tập trung giải cứu cô. Vào lúc nguy kịch nhất, mẹ của anh, Miêu Thúy Hoa, xuất hiện và cứu anh. Mặc dù vậy, các Ninja đã trốn thoát rồi chuyển bằng chứng cho Thống đốc của tỉnh Quảng Đông. Cô gái mà Thế Ngọc giải cứu trước đó chính là An Ni, con gái của Thống đốc.
Trần Gia Lạc lên kế hoạch cho Thế Ngọc tán tỉnh An Ni và cướp Hộp đỏ. Thế Ngọc tham gia cuộc thi tỷ võ kén chồng do Thống đốc tổ chức cho con gái. Đình Đình ghen tuông đến cuộc tỷ võ làm loạn. An Ni đã thực sự yêu Thế Ngọc, tuyên bố phải lấy anh làm chồng. Sau khi được mẹ Thế Ngọc khuyên nhủ, Đình Đình cũng nén buồn, thành toàn cho Thế Ngọc và An Ni. Đêm tân hôn An Ni mới biết mục đích thực sự của Thế Ngọc khi lấy cô, dù tức giận nhưng vẫn giao Hộp đỏ cho anh. Thống đốc nhận ra mưu kế của Thế Ngọc và cho quân lính vây bắt mẹ con anh cùng với Đình Đình, An Ni đã dọa tự sát để cha thả họ đi. Cảm động trước chân tình của An Ni, cả Thế Ngọc và Đình Đình đều muốn chấp nhận cô.
Phương Thế Ngọc trở lại Hồng Hoa Hội, nhưng nói dối rằng anh ta đã thất bại vì không muốn Diêu Trấn Hải lợi dụng nó để lật đổ Trần Gia Lạc. Trước đó Thế Ngọc đã hứa sẽ phế chân tay nếu thất bại, Diêu Trấn Hải ép Gia Lạc tuân thủ ước định. Trần Gia Lạc buộc phải cắt đứt gân chân tay Thế Ngọc, nhưng cố tình nhẹ tay để Thế Ngọc có thể hồi phục. Trong khi đó, Diêu Trấn Hải kích động các thành viên của hội chống lại Gia Lạc và cướp ngôi đà chủ. Gia Lạc tự nguyện giam cầm vì không muốn tàn sát anh em trong hội.  
Diêu Trấn Hải cùng người của hắn đến giết Phương Thế Ngọc. Thế Ngọc tẩu thoát nhưng mẹ anh bị Diêu Trấn Hải bắt và đem ra tra tấn. Ngay khi hồi phục, Thế Ngọc trở về và chiến đấu với Hồng Hoa Hội, anh bịt mắt mình không nhìn thấy những người bạn cũ của mình đổ máu. Thế Ngọc đối mặt với Diêu Trấn Hải và giết chết hắn sau một trận chiến dữ dội, cứu mẹ mình thoát khỏi tử thần. Thế Ngọc lại cứu Trần Gia Lạc thoát khỏi nhà giam và phong cho ông chức Tổng đà chủ lần nữa. Đến cuối phim, hai người vợ của Thế Ngọc đã thỏa thuận sẽ sống với nhau hòa thuận. Thế Ngọc tuyên bố rằng sẽ quy ẩn giang hồ và dành phần còn lại của cả cuộc đời với gia đình.

## Diễn viên
- Lý Liên Kiệt trong vai Phương Thế Ngọc
- Tiêu Phương Phương trong vai Miêu Thúy Hoa
- Trịnh Thiếu Thu trong vai Trần Gia Lạc
- Lý Gia Hân trong vai Lôi Đình Đình
- Quách Ái Minh trong vai An Ni
- Nguyên Khuê trong vai Lý Quốc Đông
- Kế Xuân Hoa trong vai Diêu Trấn Hải